# Katsuyuki Hiranaka
Pas d'image ? Cliquez ici
Katsuyuki Hiranaka (平中 克幸, Hiranaka Katsuyuki, né le 4 octobre 1981 à Sapporo, Japon) est un pilote automobile japonais ayant commencé sa carrière en 1995 en karting puis ayant couru en Formule 3 et en Super GT.

## Carrière
Katsuyuki Hiranaka commence sa carrière en karting en 1995 à l'âge de 14 ans. En 2002 il accède au championnat du Japon de Formule 3 avec TOM'S. Il est classé cinquième à l'issue de la saison avec 7 podiums à son actif. Il participe également au Grand Prix automobile de Macao (où il finira quatrième), au Super Prix de Corée et aux Masters de Formule 3.
En 2003 il va en Europe pour participer au championnat d'Europe de Formule 3 avec Prema Powerteam. Il est classé seulement vingt-deuxième. Il est également invité à participer à deux courses du championnat de Grande-Bretagne de Formule 3. On le retrouve de nouveau aux Masters de Formule 3, au Super Prix de Corée et au Grand Prix automobile de Macao où il termine troisième.

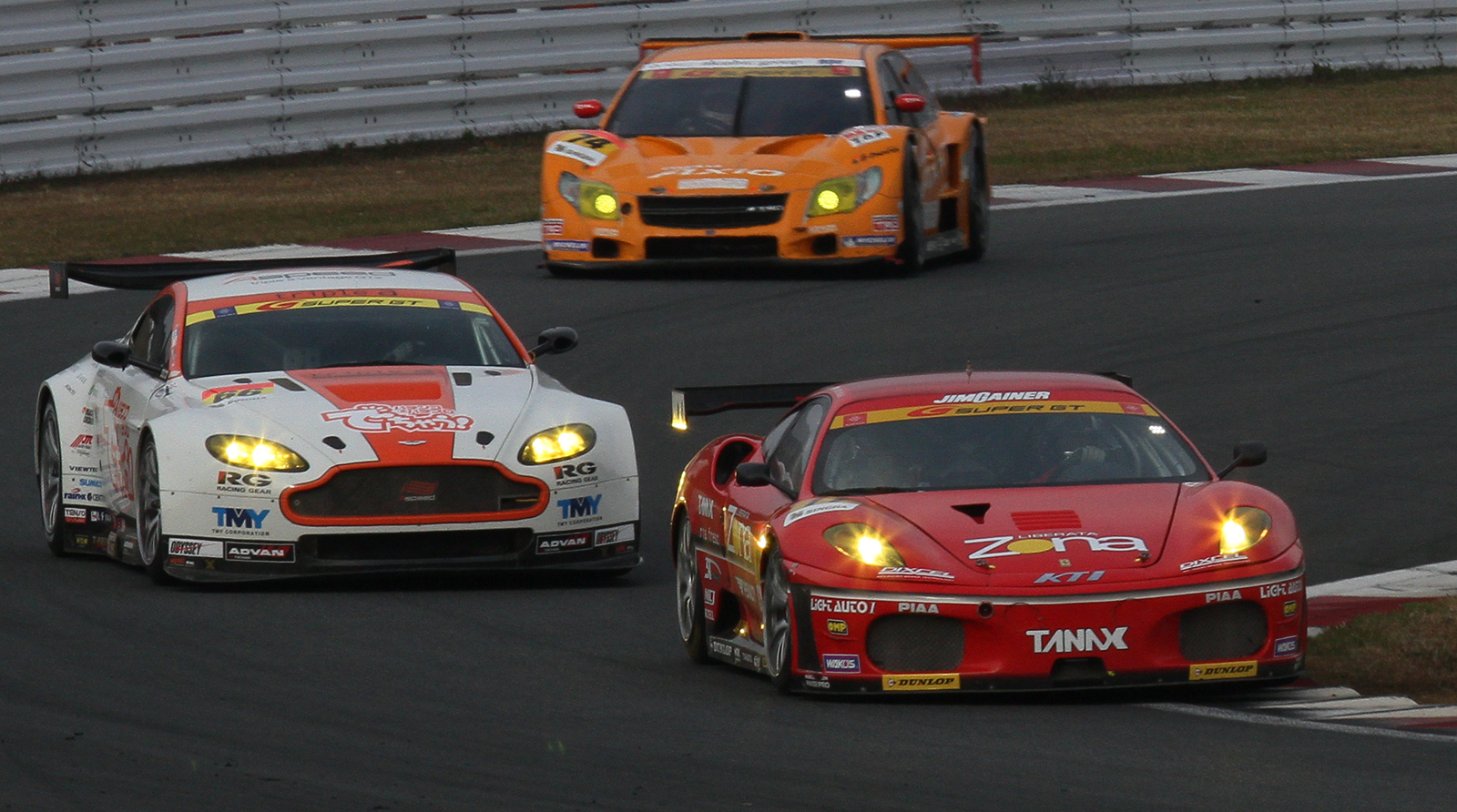
Hiranaka au volant de sa Ferrari F430 au JAF Grand Prix 2010, course qu'il remportera.

En 2004 il continue en championnat d'Europe de Formule 3 où il est classé quinzième avec néanmoins un podium. Il participe également à deux courses du championnat du Japon de Formule 3 avec un podium et de nouveau au Grand Prix automobile de Macao et aux Masters de Formule 3, sans grand succès cette fois-ci. Il est par ailleurs intégré à la Toyota Racing Academy cette année-là.

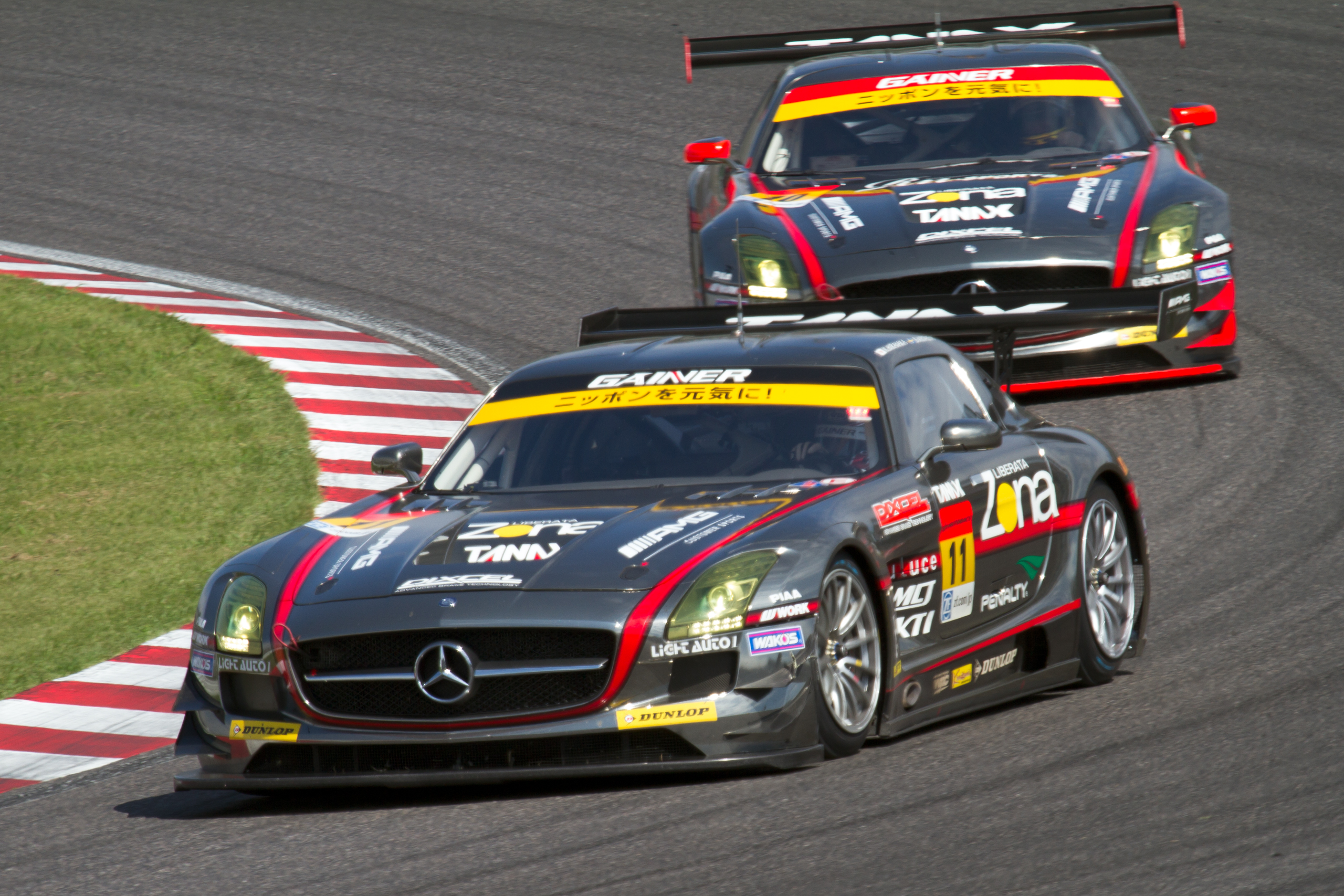
Hiranaka au volant de sa Mercedes-Benz SLS AMG lors d'un course de Super GT à Suzuka en 2014.

En 2005 il effectue un double parcours Formula Nippon-Super GT (catégorie GT300) où il est respectivement treizième et quinzième.
Il continue sur sa lancée de 2006 à 2008, passant seulement du GT300 au GT500.
En 2009 il retourne en GT300 et ne participe pas à la Formula Nippon. Il termine troisième du championnat avec une victoire et 3 podiums.
En 2010 il effectue à nouveau le double parcours avant de continuer seulement le Super GT à partir de 2011. Il termine d'ailleurs deuxième cette année-là, performance qu'il réitère en 2013. On le croise d'ailleurs à l'occasion de la course japonaise du Championnat du monde d'endurance FIA en catégorie LMP2. Depuis il ne quitte plus le Super GT.